# Георг Датски
Георг Датски и Норвежки, херцог на Къмбърланд (на датски: Jørgen; * 1653, Копенхаген, Дания; † 28 октомври 1708, дворец Кенсингтън, Кралство Великобритания) е датски принц, син на крал Фредерик III и София Амалия фон Брауншвайг-Каленберг, съпруг на кралицата на Англия, Шотландия и Ирландия (а от 1707 г. на Кралство Великобритания) Анна Стюарт.

## Брак
Бракът на Георг с Анна е организиран в началото на 1680-те с цел сключване на англо-датски съюз в опит за сдържане на морската сила Нидерландия, като в резултат на това Георг се оказва в конфронтация с Уилям III Орански, който е женен за Мери Стюарт, по-голямата сестра на Анна. Уилям и Мери стават крале на Англия и Шотландия през 1689 г. в резултат на Славната революция, свалила бащата на Мери и Анна Джеймс II, а в случай, че кралската двойка остане бездетна, Анна е определена за наследница на престола.